# Coenosia parva
Coenosia parva este o specie de muște din genul Coenosia, familia Muscidae, descrisă de Xue și Xiaolong Cui în anul 2001.
Este endemică în Xinjiang. Conform Catalogue of Life specia Coenosia parva nu are subspecii cunoscute.